# Nina Eim
Nina Eim (* 1. August 1998 in Itzehoe) ist eine deutsche Triathletin und Europameisterin auf der Triathlon-Sprintdistanz (2022). Sie nahm an den  Olympischen Spielen 2024 in Paris teil.

## Werdegang
Als Achtjährige kam Nina Eim zum Triathlon und wurde beim SC Itzehoe trainiert von André Beltz.
2015 war Nina Eim erstmals international im Einsatz beim Junioren-Europacup in Tulcea, welchen sie direkt gewann. Ihre erste internationale Medaille gewann sie im Jahr 2017 bei der ETU Europameisterschaft im Mixed Relay bei den Junioren. In der darauffolgenden Saison konnte sie an die Erfolge anknüpfen und die Silbermedaille bei der ITU U23-Weltmeisterschaft im Mixed Relay gewinnen. Im Einzelrennen belegte Nina Eim dort den 10. Platz.
Ihr erstes Jahr bei der Elite im Jahr 2019 verlief ebenfalls sehr erfolgreich. Bei drei ITU Weltcups schaffte Nina Eim es in die Top 10, in Cagliari (Italien) sogar auf das Podium mit dem 2. Platz. Zusätzlich gewann sie drei Continental-Cups. Im Juli 2019 wurde sie Vizeweltmeisterin Triathlon zusammen mit Laura Lindemann, Valentin Wernz und Justus Nieschlag im Team. Im selben Jahr wurde Nina Eim auch Vizeeuropameisterin im Teamwettbewerb.
Im August wurde Nina Eim in Berlin Deutsche Vizemeisterin auf der Triathlon-Sprintdistanz und konnte diesen Erfolg 2021 wiederholen.
Im Mai 2022 wurde die 23-Jährige in Polen Europameisterin auf der Triathlon-Sprintdistanz. Im August wurde sie in München Vierte bei der Europameisterschaft auf der olympischen Distanz und Vizeeuropameisterin im Mixed Relay. Anfang 2023 wurde Nina Eim zu "Europe Triathlons Athlete of the Year" gewählt.
Im August 2023 qualifizierte sie sich in Paris als zweite Deutsche nach Laura Lindemann für einen Startplatz bei den Olympischen Sommerspielen 2024.
Dort errang sie beim Triathlon der Frauen den zwölften Rang.
Im Februar 2025 wurde die 26-Jährige Zweite im ersten Rennen der neuen WM-Saison in Abu Dhabi – hinter Lisa Tertsch und vor Laura Lindemann.
Nina Eim lebt in Itzehoe.

## Sportliche Erfolge
| Datum/Jahr    | Rang | Wettbewerb                                         | Austragungsort   | Zeit     | Bemerkung                                                                                       |
| ------------- | ---- | -------------------------------------------------- | ---------------- | -------- | ----------------------------------------------------------------------------------------------- |
| 2. Aug. 2025  | 3    | DTU Deutsche Meisterschaft Triathlon Sprintdistanz | Dresden          | 00:56:25 |                                                                                                 |
| 12. Juli 2025 | 12   | ITU World Championship Series 2025                 | Hamburg          | 00:57:02 |                                                                                                 |
| 15. Feb. 2025 | 2    | ITU World Championship Series 2025                 | Abu Dhabi        | 00:54:30 |                                                                                                 |
| 5. Okt. 2024  | 1    | ITU Triathlon World Cup                            | Rom              | 01:00:39 |                                                                                                 |
| 31. Juli 2024 | 12   | Olympische Sommerspiele 2024                       | Paris            | 01:57:13 |                                                                                                 |
| 22. Juni 2024 | 1    | ETU Triathlon European Cup                         | Wels             | 00:59:26 |                                                                                                 |
| 25. Mai 2024  | 9    | ITU World Championship Series 2024                 | Cagliari         | 01:48:13 |                                                                                                 |
| 11. Mai 2024  | 11   | ITU World Championship Series 2024                 | Yokohama         | 01:54:11 | als zweitbeste Deutsche                                                                         |
| 7. Okt. 2023  | 1    | ITU Triathlon World Cup                            | Rom              | 00:59:26 | vor Marlene Gomez-Göggel                                                                        |
| 24. Sep. 2023 | 12   | ITU World Championship Series Finals 2023          | Pontevedra       | 01:54:45 |                                                                                                 |
| 2. Sep. 2023  | 2    | ITU Triathlon World Cup                            | Valencia         | 01:55:17 |                                                                                                 |
| 17. Aug. 2023 | 6    | ITU Olympic Games Test Event                       | Paris            | 01:55:35 | Qualifikation für die Olympischen Sommerspielen 2024                                            |
| 13. Mai 2023  | 11   | ITU World Championship Series 2023                 | Yokohama         | 01:55:35 |                                                                                                 |
| 3. März 2023  | 7    | ITU World Championship Series 2023                 | Abu Dhabi        | 00:58:45 |                                                                                                 |
| 14. Aug. 2022 | 2    | ETU Triathlon European Championship Mixed Relay    | München          | 01:26:03 | Europameisterschaft; gemischte Staffel; mit Valentin Wernz, Simon Henseleit und Laura Lindemann |
| 12. Aug. 2022 | 4    | ETU Triathlon European Championship                | München          | 01:52:51 | Europameisterschaft auf der olympischen Distanz                                                 |
| 17. Juli 2022 | 6    | Alpen-Triathlon                                    | Schliersee       | 01:02:28 | hinter Lisa Tertsch                                                                             |
| 27. Mai 2022  | 1    | ETU Sprint Triathlon European Championships        | Olsztyn          | 00:25:12 | ETU-Europameisterin Triathlon Sprintdistanz                                                     |
| 12. März 2022 | 1    | ETU Europe Triathlon Cup                           | Lievin           | 00:10:35 |                                                                                                 |
| 19. Sep. 2021 | 16   | ITU World Championship Series 2021                 | Hamburg          | 00:59:09 | [ 11 ]                                                                                          |
| 21. Aug. 2021 | 22   | ITU World Championship Series 2021                 | Edmonton         | 02:00:06 | Grand Final                                                                                     |
| 6. Juni 2021  | 2    | DTU Deutsche Meisterschaft Triathlon Sprintdistanz | Berlin           | 00:57:58 | Deutsche Vizemeisterin Triathlon-Sprintdistanz; hinter Lisa Tertsch                             |
| 15. März 2020 | 1    | ATU Triathlon African Cup                          | Shandrani        | 02:01:50 |                                                                                                 |
| 3. Aug. 2019  | 2    | DTU Deutsche Meisterschaft Triathlon Sprintdistanz | Berlin           | 00:59:52 | Deutsche Vizemeisterin Sprintdistanz                                                            |
| 7. Juli 2019  | 2    | ITU Sprint Triathlon World Championship Mixed Team | Hamburg          | 00:21:18 | Vizeweltmeisterin im Team – zusammen mit Laura Lindemann, Valentin Wernz und Justus Nieschlag   |
| 27. Apr. 2019 | 1    | ATU Triathlon African Cup                          | Rabat            | 02:01:33 |                                                                                                 |
| 10. Juni 2018 | 3    | ETU Triathlon European Cup                         | Weert            | 02:04:59 |                                                                                                 |
| 26. Mai 2018  | 3    | ETU Sprint Triathlon European Cup                  | Olsztyn          | 01:02:27 |                                                                                                 |
| 5. Mai 2018   | 1    | ATU Triathlon African Cup                          | Yasmine Hammamet | 01:03:56 |                                                                                                 |
| 23. Sep. 2017 | 13   | ETU Sprint Triathlon European Cup                  | Funchal          | 01:04:52 |                                                                                                 |